# Okres Krkonoše
Okres Krkonoše (polsky Powiat karkonoski) je okres v polském Dolnoslezském vojvodství u hranic s Českou republikou. Rozlohu má 627,16 km² a v roce 2023 zde žilo 60 438 obyvatel. Sídlem správy okresu je město Jelení Hora, které však není jeho součástí, ale tvoří samostatný městský okres. 
Do 29. července 2020 nesl okres název "Okres Jelenia Góra" (polsky powiat jeleniogórski). Změna názvu formálně začala platit od 1. ledna 2021.

## Geografie
Na západě sousedí s okresem Lwówek Śląski, na severu s okresem Złotoryja, na severovýchodě s okresem Jawor a na východě s okresem Kamienna Góra. Na jihu sousedí s Českou republikou, Královéhradeckým krajem a Libereckým krajem.

## Gminy
Městské:
- Karpacz
- Kowary
- Piechowice
- Szklarska Poręba

Vesnické:
- Janowice Wielkie
- Jeżów Sudecki
- Mysłakowice
- Podgórzyn
- Stara Kamienica

## Města
- Karpacz
- Kowary
- Piechowice
- Szklarska Poręba

## Sousední okresy
| Růžice kompasu | Lwówek Śląski | Lwówek Śląski  | Złotoryja | Růžice kompasu |
| Růžice kompasu | Lwówek Śląski | Sever          | Jawor     | Růžice kompasu |
| Růžice kompasu | Lwówek Śląski | Okres Krkonoše | Jawor     | Růžice kompasu |
| Růžice kompasu | Lwówek Śląski | Jih            | Jawor     | Růžice kompasu |
| Růžice kompasu | Semily        | Trutnov        | Trutnov   | Růžice kompasu |